# Zespół dworski w Barcinie
Zespół dworski w Barcinie – zespół dworski położony przy ulicy Dąbrowieckiej w Barcinie, w gminie Barcin w powiecie żnińskim, w województwie kujawsko-pomorskim.
Został wybudowany w połowie XIX wieku w stylu późnoklasycystycznym. Należał do państwa Skrzypczyk.